# 바텐 카이토스 오리진스
《바텐 카이토스 오리진스》는 모놀리스 소프트와 트라이크레센도가 개발하고 닌텐도가 배급한 2006년 롤플레잉 비디오 게임이다. 2003년작 《바텐 카이토스: 끝나지 않는 날개와 잃어버린 바다》의 이전 이야기를 다루는 프리퀄 후속작이다. 게임큐브 플랫폼으로 개발됐다. 일본에서는 《바텐 카이토스 II: 시작의 날개와 신들의 사자》라는 제목으로 발매됐다.
1편과 마찬가지로 플레이어는 보이지 않는 아바타 정령을 통해 주인공 사기와 그의 동료들을 인도하는 것이 목적이다. 전작의 카드를 이용한 전투 시스템 '매그너스'를 차용했으나 1편과는 달리 모든 구성원이 같은 카드덱을 사용하는 등 여러 가지 변화점이 적용됐다.
일본에서 2006년 2월 처음 발매됐으며 북미 지역에서 2006년 9월 출시됐다. 출시 당시 게임언론으로부터 대체적으로 긍정적인 평가를 받았으나 상업적 성적은 저조했다. 2023년, 여러 개선점과 함께 전작과 같이 수록된 리마스터 《바텐 카이토스 I & II HD 리마스터》가 닌텐도 스위치로 발매됐다.

## 반응
《바텐 카이토스 오리진스》는 리뷰 애그리게이터 웹사이트 메타크리틱에서 게임큐브판이 75/100점을 기록해 "대체적으로 긍정적인 평가"를 받았다.

## 참조

### 주해
1. ↑  영어: Baten Kaitos Origins
2. ↑  일본어: バテン・カイトスII 始まりの翼と神々の嗣子